# Valero Rivera López
Valero Rivera López (Zaragoza, Španjolska, 14. veljače 1953.) je bivši španjolski rukometaš i trener. Smatra ga se najuspješnijim klupskim trenerom na svijetu.
Njegov sin je rukometaš Valero Rivera Folch.

## Vanjske poveznice
- (španjolski) Stranice Valera Rivere
- (španjolski) Encarta[neaktivna poveznica] Valerio Rivera